# Receptors GABAA

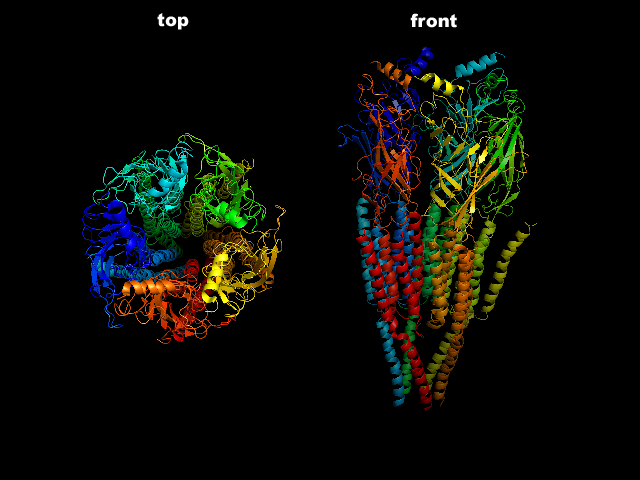
Organització tridimensional dels receptors GABA_{A}.

Els receptors GABA de tipus A (GABAA) són canals iònics de les membranes de les neurones que són activats per fixació de l'àcid gamma-aminobutíric (GABA). Aquests receptors ionòtrops tenen una gran importància en la fisiologia dels mamífers. El GABA és el principal neurotransmissor inhibidor dins el cervell.
Aquests canals participen de les propietats estructurals importants amb els receptors de l'acetilcolina ionòtrops i els receptors de la serotonina 5HT-3 ionòtrops.
Els canals GABAA són la font de moltes molècules farmacològiques:
- les benzodiazepines, com el diazepam.
- els barbitúrics
- els Alcohols, ce que expliquen els seus efectes anestèsics
- Els anestèsics en general 
  - Agents anestèsics volàtils com l'halotà o el cloroform
  - intravenosos, dits hipnòtics, com el propofol
- convulsants, com la picrotoxina
- els àcids gama hidrobutírics.

El receptor GABA es compon de cinc subunitats glicoproteiques, comprenent cadascuna entre 450 i 550 aminoàcids, que s'organitzen al voltant dels ions clorurs (i hidrogencarbonats).